# Siberian Tiger Park
Il Siberian Tiger Park (Parco della Tigre Siberiana), istituito nel 1996, è il più grande parco naturale di tigri siberiane al mondo, ed è sito nella città di Harbin in Cina nella regione nord-orientale dello Heilongjiang confinante con la Siberia.

## Caratteristiche
Il parco è suddiviso in dieci settori ed ha una estensione di 356 ettari. Vi vivono oltre cinquecento tigri Siberiane oltre a linci, cervi, caprioli e leopardi. Il parco ha, fra le altre, una zona dove è possibile passeggiare, ed una piattaforma per le osservazioni degli animali selvatici. In tutto il resto del parco i visitatori vengono trasportati in autobus.